# Luigi Datome
Luigi "Gigi" Datome (Montebelluna, 27 de novembro de 1987) é um ex-jogador italiano de basquete. Ele jogou nas posições de ala e ala-pivô. Datome foi selecionado para o Segundo Time da EuroLeague em 2016.

## Carreira Profissional

### Primeiros Anos
Nascido em Montebelluna, de pais sardenhos de Olbia, Datome se mudou para a Sardenha, onde começou a jogar basquete juvenil. Ele ingressou no Montepaschi Siena da Serie A em 2003. Jogou três temporadas e meia pelo Montepaschi antes de se juntar ao Scafati Basket em fevereiro de 2007.

### Virtus Roma (2008–2013)
Em 2008, Datome assinou com a Virtus Roma, onde recebeu o prêmio de Melhor Jogador com Menos de 22 Anos na temporada de 2008–09.
Na temporada de 2012–13, ele foi nomeado MVP da Serie A tendo médias de 16,4 pontos e 5,6 rebotes.

### Detroit Pistons (2013–2015)
Em 16 de julho de 2013, Datome assinou um contrato de dois anos e US$3,5 milhões com o Detroit Pistons.
Em 23 de dezembro de 2013, ele marcou 13 pontos, seu recorde da temporada, em uma vitória por 115–92 sobre o Cleveland Cavaliers.
Em 14 de janeiro de 2015, Datome foi designado pelos Pistons para o Grand Rapids Drive da D-League. Em 20 de janeiro, ele foi reintegrado ao time principal dos Pistons.

### Boston Celtics (2015)
Em 19 de fevereiro de 2015, Datome foi trocado, junto com Jonas Jerebko, para o Boston Celtics, em troca de Tayshaun Prince.
Em 15 de abril, no último jogo da temporada regular dos Celtics, ele conquistou sua primeira titularidade na NBA; Datome respondeu com 22 pontos, recorde de sua carreira e do jogo, liderando Boston a uma vitória apertada sobre o Milwaukee Bucks.

### Fenerbahçe (2015–2020)
Em 14 de julho de 2015, Datome assinou um contrato de dois anos com o clube turco Fenerbahçe.
Em sua primeira temporada com a equipe, Datome conquistou a Copa da Turquia com uma vitória por 67–65 sobre o Darüşşafaka. O Fenerbahçe também chegou à final da EuroLeague de 2016, mas teve uma derrota na prorrogação por 101–96 para o CSKA Moscou. Em 29 jogos da EuroLeague, ele teve médias de 12,4 pontos e 4,4 rebotes. Ao final da temporada, o Fenerbahçe também conquistou o título da Liga Turca.
Em 5 de julho de 2017, Datome assinou uma extensão de contrato de três anos com o Fenerbahçe. Na EuroLeague de 2017–18, o clube chegou ao Final Four, sua quarta aparição consecutiva. No entanto, perderam para o Real Madrid por 85–80 na final. Em 35 jogos da EuroLeague, Datome teve médias de 9,6 pontos, 3,4 rebotes e 1,1 assistências.
Em 2 de julho de 2019, Datome assinou outra extensão de contrato com o clube até a temporada de 2021–22. Em 30 de junho de 2020, Datome e o Fenerbahçe se separaram após cinco temporadas bastante bem-sucedidas.

### Olimpia Milano (2020–2023)
Em 30 de junho de 2020, Datome assinou com o Olimpia Milano da Serie A. Em 7 de julho de 2023, Datome anunciou sua aposentadoria do basquete profissional após a Copa do Mundo de 2023. Posteriormente, em outubro, Datome foi induzido ao Hall da Fama do Olimpia Milano junto com outros seis jogadores associados à era Armani.

## Estatísticas da carreira

### Temporada regular
| Ano      | Equipe   | PJ | PT | MPJ  | AP   | 3P   | LL    | RT  | AS | BR | TO | PPJ |
| -------- | -------- | -- | -- | ---- | ---- | ---- | ----- | --- | -- | -- | -- | --- |
| 2013–14  | Detroit  | 34 | 0  | 7.0  | .351 | .179 | .800  | 1.4 | .3 | .2 | .0 | 2.4 |
| 2014–15  | Detroit  | 3  | 0  | 5.7  | .417 | .250 | .000  | 1.3 | .7 | .3 | .0 | 3.7 |
| 2014–15  | Boston   | 18 | 1  | 10.7 | .494 | .472 | 1.000 | 1.4 | .4 | .1 | .4 | 5.2 |
| Carreira | Carreira | 55 | 1  | 7.8  | .420 | .300 | .600  | 1.3 | .4 | .1 | .1 | 3.7 |

#### Playoffs
| Ano  | Equipe | PJ | PT | MPJ | AP   | 3P   | LL   | RT | AS | BR | TO | PPJ |
| ---- | ------ | -- | -- | --- | ---- | ---- | ---- | -- | -- | -- | -- | --- |
| 2015 | Boston | 3  | 0  | 4.7 | .333 | .000 | .000 | .3 | .3 | .0 | .0 | 1.3 |

### EuroLeague
| Ano      | Equipe     | PJ  | PT  | MPJ  | AP   | 3P   | LL    | RT  | AS  | BR  | TO | PPJ  |
| -------- | ---------- | --- | --- | ---- | ---- | ---- | ----- | --- | --- | --- | -- | ---- |
| 2004–05  | Mens Sana  | 6   | 0   | 5.5  | .583 | .000 | —     | 1.3 | .2  | .3  | —  | 2.3  |
| 2005–06  | Mens Sana  | 11  | 2   | 11.2 | .538 | .579 | 1.000 | 2.3 | .4  | .7  | .2 | 5.2  |
| 2008–09  | Roma       | 13  | 2   | 16.8 | .417 | .348 | .895  | 3.7 | .6  | .4  | .3 | 5.8  |
| 2009–10  | Roma       | 2   | 0   | 10.9 | .400 | .400 | 1.000 | 2.0 | .5  | —   | —  | 6.0  |
| 2010–11  | Roma       | 13  | 12  | 24.5 | .438 | .367 | 1.000 | 4.3 | .7  | 1.1 | .4 | 9.1  |
| 2015–16  | Fenerbahçe | 29  | 23  | 27.0 | .516 | .462 | .867  | 4.4 | 1.9 | .4  | .3 | 12.4 |
| 2016–17† | Fenerbahçe | 33  | 21  | 23.6 | .442 | .466 | .944  | 3.7 | 1.1 | .5  | .1 | 9.2  |
| 2017–18  | Fenerbahçe | 35  | 15  | 23.9 | .486 | .444 | .917  | 3.4 | 1.1 | .4  | .6 | 9.6  |
| 2018–19  | Fenerbahçe | 34  | 15  | 21.0 | .477 | .415 | .917  | 3.6 | .8  | .5  | .2 | 9.0  |
| 2019–20  | Fenerbahçe | 28* | 15  | 22.4 | .478 | .431 | .929  | 3.4 | 1.3 | .8  | .3 | 8.3  |
| 2020–21  | Milano     | 37  | 7   | 16.5 | .484 | .511 | .897  | 2.8 | .8  | .2  | .1 | 7.1  |
| 2021–22  | Milano     | 26  | 13  | 15.3 | .442 | .390 | .867  | 1.4 | .3  | .5  | .0 | 7.0  |
| 2022–23  | Milano     | 6   | 1   | 9.3  | .364 | .417 | 1.000 | .8  | —   | .2  | —  | 3.7  |
| Carreira | Carreira   | 273 | 126 | 17.5 | .466 | .402 | .936  | 2.8 | .8  | .5  | .2 | 7.3  |

## Carreira na seleção
Datome jogou pela Seleção Italiana nos EuroBasket de 2007, 2011, 2013, 2015 e 2017. Ele também representou a Itália no Torneio de Qualificação para as Olimpíadas de 2016 em Turim em 2016.

Seu último jogo como jogador de basquete foi pela seleção na Copa do Mundo de 2023. A Itália perdeu para a Eslovênia por 85–89, e Datome terminou a partida com 1 ponto.